# Hey-Hey-Hey-Hey
"Hey-Hey-Hey-Hey", även känd som "Hey-Hey-Hey-Hey! (Goin' Back to Birmingham)", är en singel av den amerikanska rockartisten Little Richard, utgiven i januari 1958. Sången är skriven av Little Richard själv, och är baserad på hans egna omskrivningar av sången "Kansas City" från 1955. Sången gavs först ut som B-sida till "Good Golly, Miss Molly", och gavs i juli 1958 ut på samlingsalbumet Little Richard.

## Bakgrund
Under hösten 1955 spelade Little Richard in två versioner av sången "Kansas City", skriven av duon Jerry Leiber och Mike Stoller. Den första versionen var trogen originalet av Little Willie Littlefield från 1952, men för den andra versionen skrev Little Richard om den andra versen, vilken textmässigt var lik "Hey-Hey-Hey-Hey" som spelades in ett halvår senare.
I mars 1959 gavs ett medley med sångerna "Kansas City" och "Hey-Hey-Hey-Hey" ut av Little Riichard, som bland annat har spelats in av The Beatles.

## Medverkande
- Little Richard – sång, piano
- Edgar Blanchard – gitarr
- Ernest McLean – gitarr
- Frank Fields – kontrabas
- Earl Palmer – trummor
- Lee Allen – tenorsaxofon
- Alvin Tyler – barytonsaxofon

## Coverversioner

### Bob Seger
Bob Seger spelade in sin version av "Hey-Hey-Hey-Hey" under samma inspelningssession som han spelade in sin cover av "Blue Monday" till soundtracket för filmen Road House från 1989. Segers version förblev outgiven förrän den kom med på samlingsalbumet Ultimate Hits: Rock and Roll Never Forgets 2011.